# Miracle (Samra-dal)
A Miracle (magyarul: Csoda) az azeri Samra dala, mellyel Azerbajdzsánt képviselte a 2016-os Eurovíziós Dalfesztiválon, Stockholmban. A dal belső kiválasztás során nyerte el az eurovíziós indulás jogát és 2016. március 13-án mutatták be nyilvánosan.

## Eurovíziós Dalfesztivál
A dalt az Eurovíziós Dalfesztiválon először a május 10-i első elődöntőben adta elő, fellépési sorrendben tizennegyedikként az Észtországot képviselő Jüri Pootsmann Play című dala után, és a Montenegrót képviselő Highway The Real Thing című dala előtt. Az elődöntőből a hatodik helyen jutott tovább a május 14-i döntőbe, ahol fellépési sorrendben negyedikként lépett fel a Hollandiát képviselő Douwe Bob Slow Down című dala után, és a Magyarországot képviselő Freddie Pioneer című dala előtt. A pontozás során a zsűri szavazáson összesítésben a tizenkilencedik helyen végzett 44 ponttal, míg a nézői szavazáson a tizenkettedik helyen végzett 73 ponttal, így összesítésben 117 ponttal a verseny tizenhetedik helyezettje lett.
A következő azeri induló Dihaj Skeletons című dala volt a 2017-es Eurovíziós Dalfesztiválon.